# Битка за Трентън
Битката за Трентън се състои на 25 декември 1776 г., след като генерал Джордж Вашингтон прекосява река Делауеър северно от град Трентън, Ню Джърси. Опасното прекосяване при сурови климатични условия позволява на Вашингтон да поведе основната част от Континенталната армия срещу гарнизона от хесенски наемници в Трентън. След кратка битка почти целият гарнизон е пленен, с незначителни загуби за американците. Битката повишава духа на Континенталната армия по време, когато тя е на ръба на отчаянието и вдъхновява постъпването на нови попълнения.

## Предистория
Преди битката духът на американците е замрял. Те са били изтласкани от Ню Йорк от британците и немците и принудена да отстъпи през Ню Джърси. 90% от Континенталната армия, участвала в битката на Лонг Айлънд е изчезнала. Мнозина са дезертирали, чувствайки, че каузата на независимостта е загубена. Самият главнокомандващ, генерал Джордж Вашингтон, изразява съмнения. Той пише на братовчед във Вирджиния „Мисля, че играта почти е свършила“.
Малкият град в западно Ню Джърси Трентън е окупиран на 14 декември от 1400 хесенци под командването на полковник Йохан Рал. Джон Хънимуун преценява силите на хесенци в Трентън и предава информацията на американците. Рал е посъветван да построи редут на горния край на града и укрепления по брега на реката. Инженерите съставят планове за строителството, но Рал не се съгласява. Когато повторно е увещаван да укрепи града, той отвръща „Лайна! Нека да дойдат. Ще им се хвърлим с щика“. Той обаче изпраща молба за преместване на гарнизона в Мейдънхед (днешния Лорънсвил, Ню Джърси), която е отхвърлена. Молбата му за подкрепления също е отхвърлена от британския генерал Джеймс Грант.
В седмицата преди Коледа американски предни отряди започват да устройват засади на кавалерийски патрули, да пленяват куриери и да нападат хесенски постове. Това принуждава хесенския командир да изпрати 100 пехотинци и артилерийско отделение за защита на писмото си до британския командир в Принстън. Вашингтон заповядва всички възможни места за прекосяване на реката в района на лагера му да се наблюдават, тъй като се страхува че при нейно замръзване британският главнокомандващ, генерал Уилям Хау, ще нападне столицата Филаделфия. На 20 декември към Вашингтон се присъединяват 2000 мъже, които са били под командването на Чарлс Лий, който е пленен при отстъплението през северно Ню Джърси. Същият ден пристигат 800 мъже от форт Тикондерога под командването на Хорейшо Гейтс.
Щом американците започват да смущават линиите за доставки, хесенските офицери започват да споделят страховете на Рал. Един пише „Не сме спали една нощ спокойно откакто дойдохме на това място“. На 22 декември шпионин докладва на британския генерал Грант, че Вашингтон е свикал военен съвет. Грант предава на Рал „бъди нащрек“. 

### Прекосяването на Делауеър
Преди тръгването на Вашингтон и войниците му при генерала идва Бенджамин Ръш, в надеждата да го ободри. Докато е там, Ръш вижда бележка, написана от Вашингтон „Победа или смърт“. Тези думи са паролата за изненадващото нападение. Всеки войник носи по 60 патрона и провизии за три дни. Когато войниците се събират на брега на Делауеър вече изостава от графика и над главите им се скупчват облаци. Започва да вали дъжд, след това град, след това сняг. Въпреки това американците започват да пресичат реката под общото командване на Хенри Нокс. Мъжете я прекосяват в лодки, а конете и оръдията на фериботи. По време на плаването неколцина падат зад борда, включително полковник Джон Хаслет, който бързо е изваден от водата. Никой не загива по време на прекосяването, а оръдията също пристигат благополучно. Ужасните климатични условия забавят дебаркирането в Ню Джърси – то е осъществено в 3 часа, вместо в 0 часа – и Вашингтон осъзнава, че ще бъде невъзможно да се предприеме нападение преди пукване на зората. Генералите Кадуолъдър и Юинг не успяват да се присъединят към Вашингтон поради метеорологичните условия. Тежката метеорологична обстановка прави прекосяването на река Делауеър от Вашингтон почти невъзможно, но поради това хесенците не изпращат обичайния патрул на реката и са изненадани от появата на американците.
В 4 часа армията започва похода към Трентън. По пътя се присъединяват няколко цивилни, които служат като водачи, поради познанието им на терена. Много от войниците нямат обуща и са принудени да носят парцали около нозете си. На някои краката кървят, а двама умират по време на похода. Вашингтон язди нагоре-надолу покрай колоната и окуражава войниците си. Генерал Съливан изпраща съобщение на Вашингтон, че поради времето пушките трудно стрелят. Вашингтон отвръща: „Кажете на генерал Съливан да използва щик. Аз съм решен да превзема Трентън“. Петдесет американци, водени от Адам Стивън, нападат немски преден пост в противоречие с плана на Вашингтон, с който не са запознати. Когато го среща, разгневеният Вашингтон вика „Вие, сър! Вие, сър, може да сте опропастили всичките ми планове като сте ги поставили нащрек!“ Въпреки това той нарежда напредването към Трентън да продължи. Набегът на Стивън всъщност се оказва в полза на американците, защото Рал го взема за действието, за което е бил предупреден от Грант и не очаква повече схватки.

## Битката
Немците са установили пост на около 1,6 км северозападно от Трентън в бъчварски магазин на Пенингтън роуд. Джордж Вашингтон лично повежда нападението, яздейки пред войниците си. Хесенският командир на поста, лейтенант Андреас фон Видерхолд излиза да си вземе глътка въздух и американците стрелят по него. Видерхолд вика „Врагът!“ и другите излизат от сградата. Американците изстрелват три залпа срещу тях, а немците отвръщат един. Видерхолд скоро осъзнава, че това не е просто набег и виждайки поста на пътя за Принстън да отстъпва при приближаването на изпратените от Вашингтон войници, той сторва същото. И двете немски отделения отстъпват стреляйки и достигат височината в северния край на Трентън, където към тях се присъединява една рота. Те стрелят по американците, отстъпвайки бавно и използвайки къщите и други сгради за прикритие. В Трентън получават подкрепление от други роти в покрайнините на града, включително ротата, която охранява пътя край река Делауеър, оставяйки го непокрит. Вашингтон заповядва пътя за отстъпление към Принстън да бъде блокиран от пехота, докато артилерията е разположена в началото на улиците на Краля и на Кралицата.
Генерал Джон Съливан влиза в Трентън по изоставения крайречен път и се втурва към единствената точка за прекосяване на река Асупинк, откъдето минава пътя за отстъпление на юг. Той напада дома на Филемон Дикинсън, където са разположени 50 ягери под командването на лейтенант фон Гротхаузен. Лейтенантът се изтегля към немските казарми. След един залп те се обръщат и бягат, някои се опитват да преплуват реката, докато други преминават по моста, който още не е зает от американците. 20-те британски драгуни, които са на мястото също побягват по това време. Вашингтон заема позиция на височината северно от улиците на Краля и Кралицата, откъдето наблюдава действията. По това време започва артилерийски обстрел и от другата страна на река Делауеър, който опустошава немските позиции.
В града звучи тревога и трите полка (на Рал, Лосберг и Книпхаузен) се подготвят за бой – два полка в долния край на улицата на Краля, а един в долния край на улицата на Кралицата. Рал е събуден от адютанта си и открива, че американците са завзели V-образното съединение на основните градски улици, където и бил посъветван да се построи редут. Американските оръдия в горния край на улиците влизат в действие. В отговор Рал заповядва на войниците си да пленят оръдията. Немците се строяват и започват да напредват нагоре по улицата на Краля, но бързо са разпръснати от американските оръдия и хората на Мърсър, които започват да стрелят от къщите вляво на улицата. Рал заповядва две оръдия да започнат стрелба. Те изстрелват по 6 снаряда, но след няколко минути половината от обслужващите ги войници са убити от американските оръдия. Останалите бягат за прикритие зад къщи и огради и американците пленяват оръдията. Веднага след пленяването на оръдията американците започват да настъпват по Кралската улица.
Опитите на немците да настъпят по улицата на Кралицата са отблъснати от американските оръдия под командването на Томас Форест. Още две немски оръдия замлъкват след като са изстреляли по четири залпа. Една от гаубиците на Форест излиза от действие заради счупена ос. Хесенците скоро се отдръпват на поле извън града, където попадат под мускетен и шрапнелен огън. В южната част на града американците под командването на Съливан започват да надвиват хесенците. Джон Старк повежда щурм на щик срещу полка на Книпхаузен, разбивайки повечето съпротива, тъй като повечето немски пушки отказват да стрелят, а Съливан лично повежда колона, която да препречи пътя за отстъпление през река Асупинк.

### Хесенската съпротива рухва
Хесенците на полето се опитват да се прегрупират и да направят опит да си върнат града, за да могат да направят пробив за отстъпление. Рал решава да нападне американския фланг на височините северно от града. Той вика, „Напред! Напредвай! Напредвай!“ и немците започват да се движат. Вашингтон все още е на височината и придвижва войниците си в бойна формация, така че да могат да пресрещнат немците. Двата немски полка започват да маршируват по Кралската улица, но попадат под огън от три страни. Някои американци стрелят от къщи, а дори и цивилни са се включили в битката. Въпреки това хесенците продължават натиска си и си възвръщат оръдията, които много скоро обаче отново са пленени от американците. Повечето немци не успяват да стрелят с пушките си и нападението се затлачва, строя им се разстройва и те започват да се разпръскват. В този момент Рал е смъртоносно ранен. Вашингтон слиза от височината и вика „Напред, мои смели събратя, след мен!“ Повечето немци отстъпват в една овощна градина, където са обкръжени. Един американец предлага на хесенците условия за предаване на немски и те склоняват.
На остатъците от полка на Книпхаузен е било наредено да се присъединят към Рал, но поради недоразумение те тръгват в обратната посока. Опитват се да избягат през моста, но го откриват заварден. Те са обкръжени от хората на Съливан и принудени да се предадат само минути след другите.

### Загуби
22 хесенци са убити, 83 сериозно ранени, а 896 пленени. Американците получават двама убити и петима ранени, но ако се включат и умрелите от студ, изтощение и болести през последвалите дни, жертвите им може и да са по-големи от тези на немците. Рал умира по-късно през деня от раната си. И четиримата немски полковници в Трентън загиват. Полкът на Лосберг е премахнат от британската армия. Части от полка на Книпхаузен бягат на юг, но Съливан пленява 200 мъже, заедно с оръдията и провизиите на полка. Пленени са също около хиляда пушки и много необходими муниции. Ранени са Уилям Вашингтон, братовчед на Джордж Вашингтон, и Джеймс Монро, бъдещият президент на САЩ. Монро е отнесен на носилка със силен кръвоизлив от лявото рамо, където е уцелен от куршум, който разкъсва артерия. Доктор Джон Рикър стяга артерията и предотвратява смъртта на Мънроу от загуба на кръв.

## Последствия
След предаването на хесенците Вашингтон сграбчва ръката на млад офицер и заявява „Това е славен ден за страната ни!“ До обед Вашингтон и войниците му се връщат в Пенсилвания заедно с пленниците и плячката. Битката вдъхва на Континенталния конгрес нова увереност, защото показва, че Континенталната армия може да победи редовна войска. Тя също увеличава попълненията в американските редици. Тази малка, но решителна битка, както и по-късната битка при Коупенс, има ефект много по-голям от нейния размер. Британският командващ Уилям Хау е смаян от лесната загуба на такъв значителен немски гарнизон и битката служи за повдигане на духа на Континенталната армия, която в предишните месеци е търпяла унизителни поражения.

## Памет
В прослава на тази критична американска победа при „Петте точки“ е изграден Паметникът на битката за Трентън. Прекосяването на реката и битката всяка година са предмет на историческа възстановка.